# 平城弘一
平城 弘一（ひらぎ ひろかず、 - 2010年）は、日本の都市環境工学・土木工学者。工学博士（大阪大学）。摂南大学工学部都市環境システム工学科元教授・土木会会長。
専門は、土木工学・都市環境工学、構造工学（特にコンクリート工学、ラーメン構造）・建設工学・橋梁工学。

## 略歴
1972年大阪工業大学工学部土木工学科卒業。1974年同大学大学院土木工学専攻修士課程修了。大阪工業高等専門学校（現：摂南大学）講師を経て、1979年摂南大学工学部土木工学科講師。1990年大阪大学大学院にて工学博士号を取得。1991年摂南大学工学部助教授。2005年同学部都市環境システム工学科助教授。2008年同学科教授。2010年2月逝去。
摂南大学（土木工学科・都市環境システム工学科）で大学開学初期から30年以上の長きに渡り教鞭を執り、土木工学・都市環境工学の研究・育成に貢献した。
主な所属学会は、土木学会、日本構造協会、日本鋼構造協会、国際構造工学協会、プレストレストコンクリート技術協会、日本コンクリート工学協会。 主な受賞は、構造工学シンポジウム論文賞(2000)。主な著書は、例題で学ぶ橋梁工学（共著、共立出版2005、学術書）、鋼・コンクリート合成構造の設計ガイドライン（分担執筆、土木学会1989、学術書）。

## 主な研究
- 景観・環境に配慮した橋梁技術に関する調査研究
- 鋼桁とRC橋脚とを一体化した連続ラーメン構造の結合部に関する強度特性とその合理的な設計方法の提案。
- 合成道路橋におけるスタッドの疲労強度の評価
- 鋼・コンクリート合成構造「ずれ止め」に関する基礎的な研究
- 頭付きスタッドの押抜き挙動に及ぼすコンクリートの打込み方向の影響[4]